# フランシス・バーナード (第3代バンドン伯爵)
フランシス・バーナード（Francis Bernard、3rd Earl of Bandon、1810年1月3日 - 1877年2月17日）は、アイルランド貴族、政治家。第3代バンドン伯爵。1830年から1856年まではバーナード子爵の儀礼称号を称した。
第2代バンドン伯爵ジェイムズ・バーナードと、その妻でキャシェル大主教チャールズ・ブロドリックの長女メアリー・スーザン・アルビニアの子として、ロンドンのグローヴナー街で生まれる。オックスフォード大学のオリオル・カレッジで学び、1830年に学士号を得て卒業、その4年後には修士号を得た。
1831年1月からは父も議員を務めたバンドン選挙区から連合王国議会庶民院に入り、7月まで務めた。1842年から1856年まで再度議員を務めた後、父から伯爵位を継承、2年後には貴族代表議員に選ばれた。1874年にはコーク県知事に任命され、1877年に没するまでその地位にあった。
妻はトーマス・ウィットモアの長女キャサリン・メアリーで、1832年に結婚、一男二女を儲けた。妻は1873年12月に死亡、バーナードはその4年後、1877年2月にコーク県のバーナード城で死んだ。伯爵位は一人息子のジェイムズが継いだ。